# NGC 1171
NGC 1171 (również PGC 11552 lub UGC 2510) – galaktyka spiralna (Sc), znajdująca się w gwiazdozbiorze Perseusza. Odkrył ją Édouard Jean-Marie Stephan 4 grudnia 1880 roku.